# Цирндорф
Цирндорф (нім. Zirndorf) — місто в Німеччині, розташоване в землі Баварія. Підпорядковується адміністративному округу Середня Франконія. Адміністративний центр району Фюрт.
Площа — 28,78 км2. Населення становить 25 748 ос. (станом на 31 грудня 2020).

## Географія

### Сусідні міста та громади
Цирндорф межує з 6 містами / громадами:
- Аммерндорф
- Кадольцбург
- Оберасбах
- Росталь
- Фюрт
- Штайн

## Історія
Дата першої згадки про місто  9 вересня 1297 року.

## Галерея

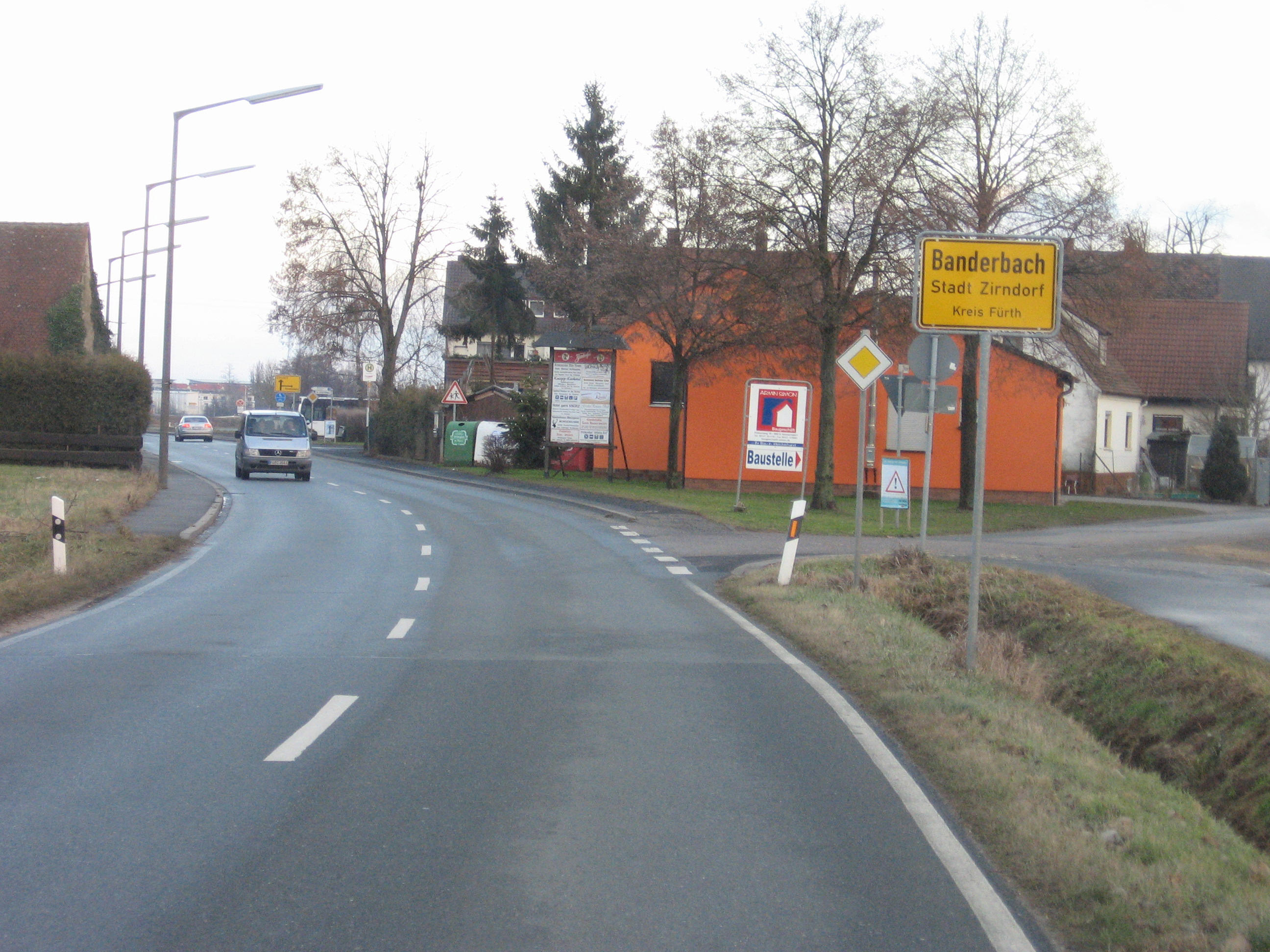
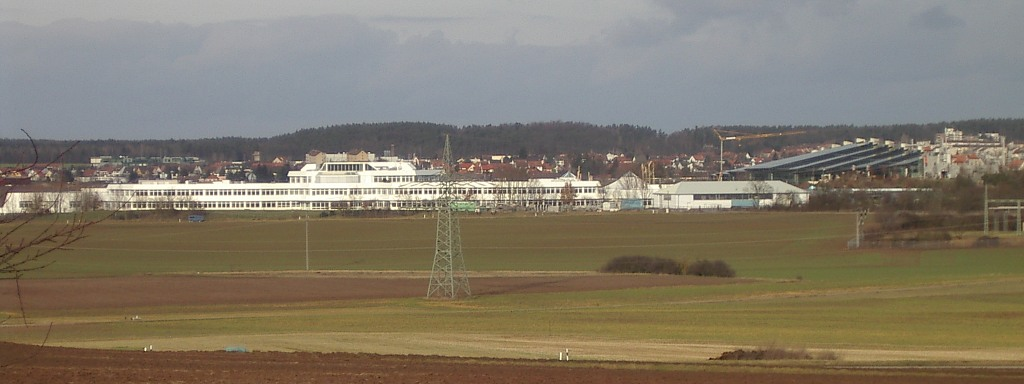
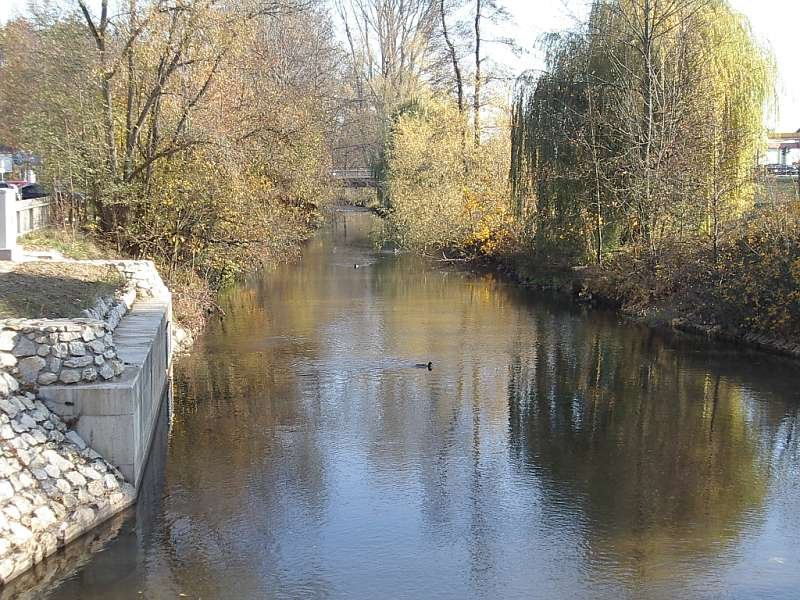
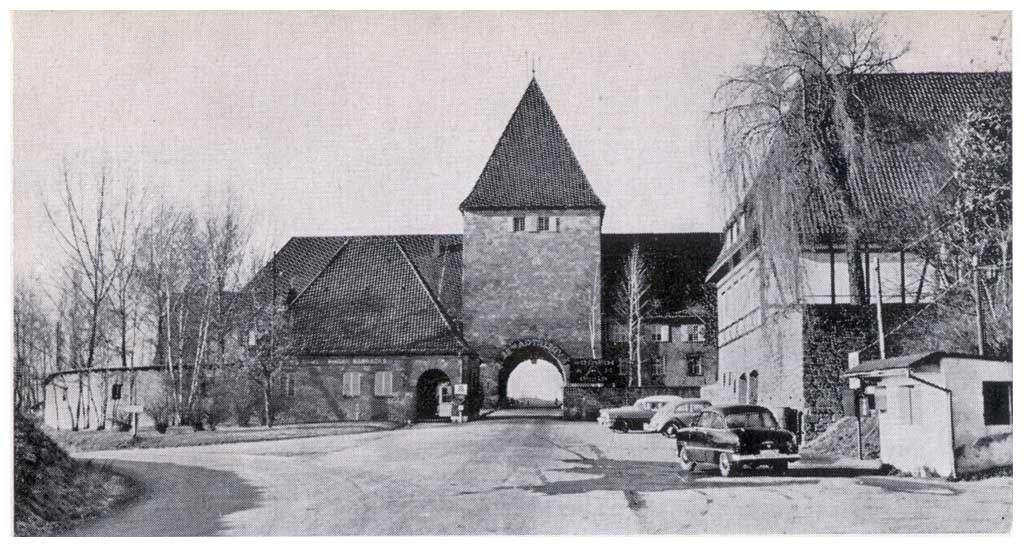
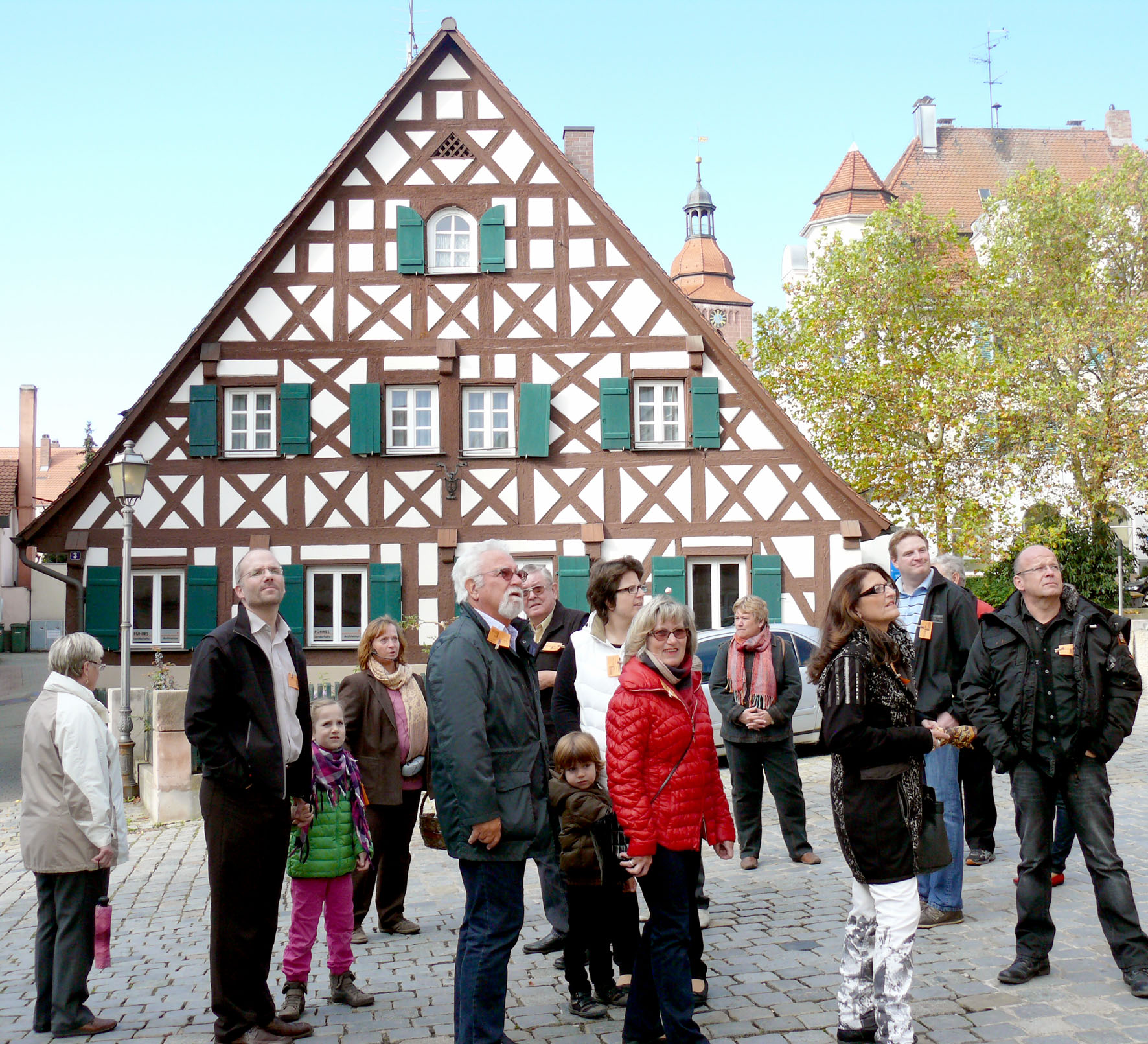